# Monte Mitrídates

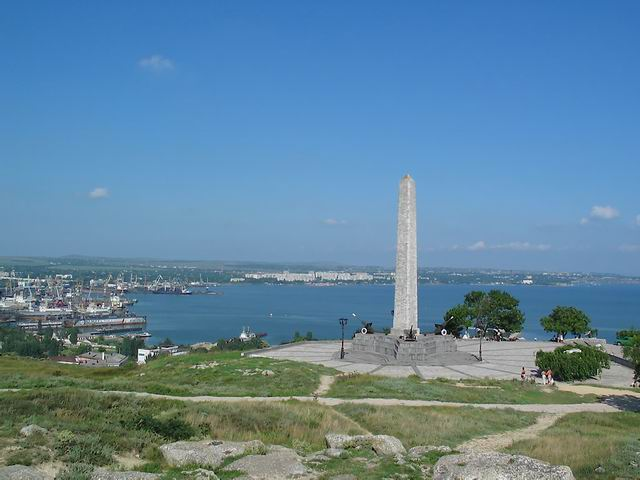
Obelisco de la Gloria en el Monte Mitrídates.

El monte Mitrídates, situado en el centro de la ciudad de Kerch, en Crimea, Ucrania (anexionada por Rusia), recibe su nombre del rey Mitrídates VI del Ponto, gobernante del Ponto y el Reino del Bósforo; durante largo tiempo resistió al Imperio Romano hasta que fue traicionado por su propio hijo. Tras el largo asedio de su capital, Panticapea, intentó suicidarse en varias ocasiones mediante el veneno, pero como resultó ser inmune finalmente se hizo ejecutar por el líder de sus guardias.

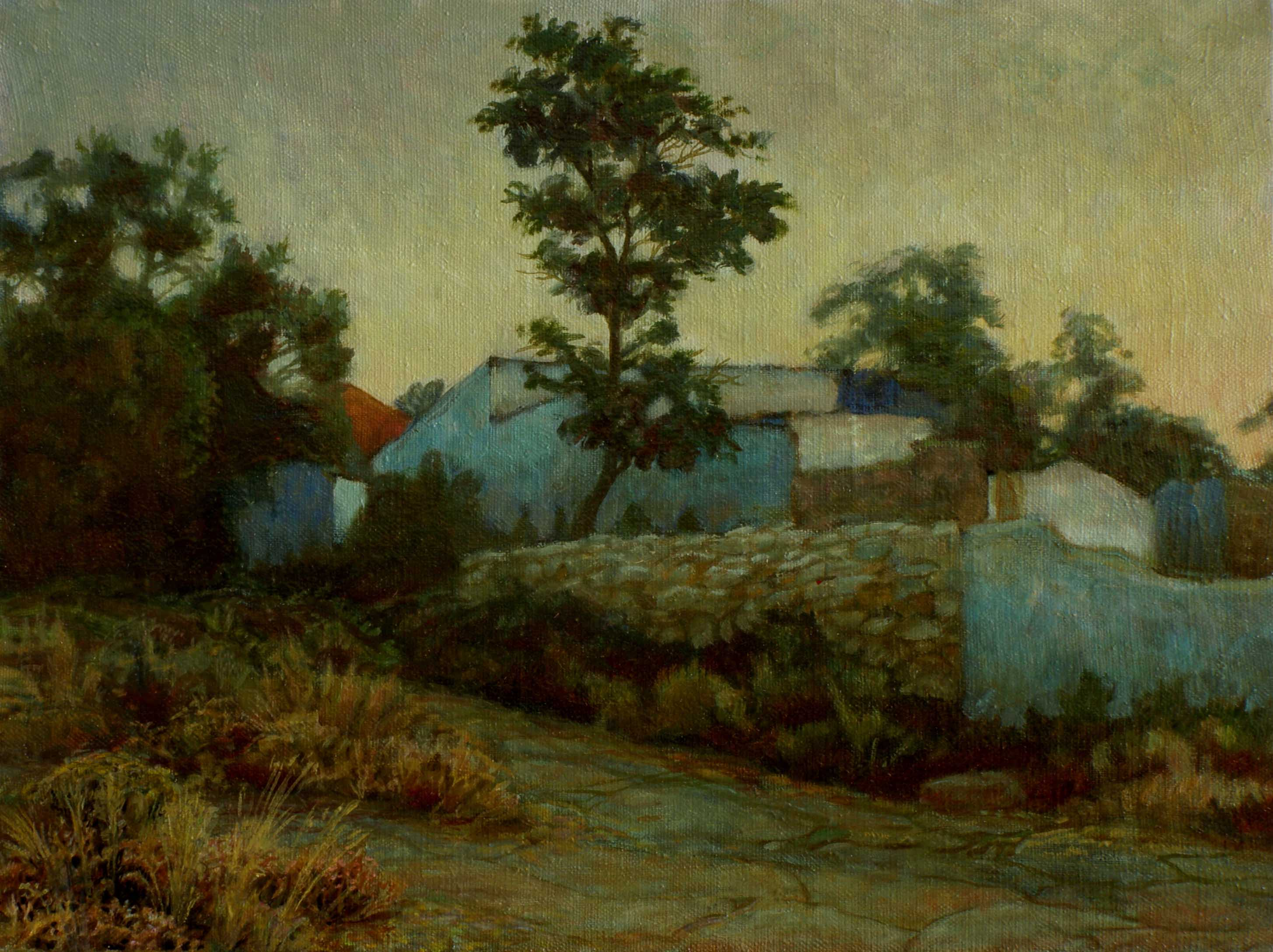
M. Presnyakov. El Monte Mitrídates (Crimea, Kerch). 1991-2010.

El Monte Mitrídates consiste en una elevación de solamente 91,4 metros, a la que se puede ascender a través de la Gran Escalinata Mitrídates y una serie de terrazas y balaustradas, que fueron construidas entre 1833-1840 por el arquitecto italiano Alessandro Digbi. Recientemente también se construyó una carretera para acceder a la cima.
Desde lo alto del monte se aprecia el paisaje del estrecho de Kerch y la ciudad. En los días más claros es posible vislumbrar en ocasiones la costa oriental del Mar Negro. En el siglo XIX se levantó un museo en lo alto del monte con la forma de un templo griego, pero resultó destruido durante la Guerra de Crimea. En 1944 se erigió un obelisco en homenaje a los soldados que defendieron Kerch durante la Segunda Guerra Mundial.
- Datos: Q2042338
- Multimedia: Mount Mithridat / Q2042338